# Derechos de las mujeres en el Emirato Islámico de Afganistán

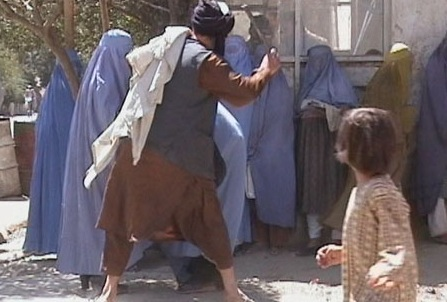
Un miembro de la policía religiosa de los talibanes golpea a una mujer afgana en Kabul el 26 de agosto de 2001. Imagen capturada por Asociación Revolucionaria de Mujeres de Afganistán (RAWA).

Luego de la caída de la República afgana y la instauración del nuevo Emirato Islámico, los talibanes se hicieron famosos internacionalmente por su sexismo y violencia contra las mujeres y el trato a las mujeres en Afganistán. Su motivo declarado fue crear un "ambiente seguro donde la castidad y la dignidad de las mujeres puedan ser sacrosantas una vez más", según las creencias de Pashtunwali acerca de vivir en purdah y otras tradiciones locales.
Las mujeres afganas se vieron obligadas a usar el burka en todo momento en público, porque, según un portavoz talibán, "el rostro de una mujer es una fuente de corrupción" para los hombres que no están relacionados con ellas. En una segregación sistemática a veces denominada apartheid de género, a las mujeres no se les permitía trabajar, no se les permitía ser educadas después de los ocho años, y hasta entonces solo se les permitía estudiar el Corán.
Las mujeres que buscaban educación, a pesar de las prohibiciones, no tenían otra opción que asistir a escuelas "clandestinas", donde ellas y sus maestras corrían el riesgo de ser ejecutadas si eran atrapadas. No se les permitía ser tratadas por médicos varones a menos que estuvieran acompañadas por un hombre, lo que provocó que muchas enfermedades permanecieran sin tratamiento. Se enfrentaron  flagelación pública y  ejecución por violaciones de las leyes talibanes. Los talibanes permitieron y en algunos casos alentaron el matrimonio de niñas menores de 16 años. Amnistía Internacional informó que el 80% de los matrimonios afganos fueron forzados.

## Políticas de género

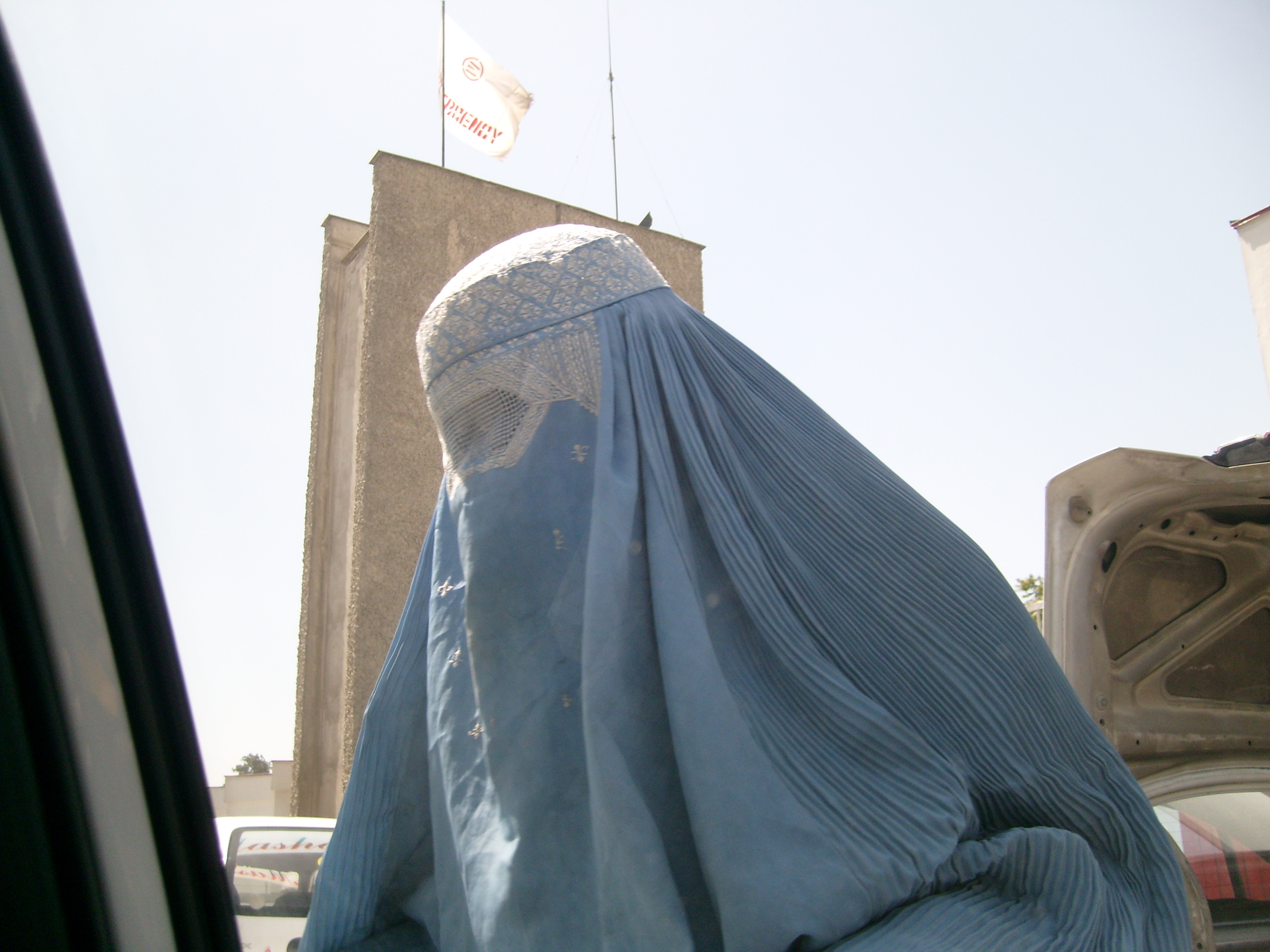
Mujer con burka mendigando en Kabul, Afganistán, junio de 2008.

A partir de los ocho años en adelante, a las niñas no se les permitía estar en contacto directo con hombres que no fueran un "pariente de sangre", esposo o suegro cercano (ver mahram). Otras restricciones para las mujeres fueron, entre muchas otras:
- Las mujeres no deben aparecer en las calles sin un pariente de sangre y sin burka.
- Las mujeres no deben usar zapatos de tacón alto ya que ningún hombre debe escuchar los pasos de una mujer para no excitarlo.
- Las mujeres no deben hablar en voz alta en público, ya que ningún extraño debe escuchar la voz de una mujer.[11]
- Todas las ventanas residenciales de la planta baja y del primer piso deben pintarse o protegerse para evitar que las mujeres sean visibles desde la calle.
- Se prohibió fotografiar o filmar a mujeres, así como exhibir imágenes de mujeres en periódicos, libros, tiendas o en el hogar.
- La modificación de cualquier nombre de lugar que incluya la palabra "mujer". Por ejemplo, jardín de mujeres pasó a llamarse jardín de primavera.[12]
- Las mujeres tenían prohibido aparecer en los balcones de sus apartamentos o casas.
- Prohibición de la presencia de mujeres en la radio, la televisión o en reuniones públicas de cualquier tipo.[13]

### Movilidad
Las decisiones de los talibanes con respecto a la conducta pública impusieron severas restricciones a la libertad de movimiento de una mujer y crearon dificultades para quienes no podían pagar un burka o no tenían ningún mahram. Estas mujeres enfrentaron arresto domiciliario virtual. Una mujer que fue golpeada por los talibanes por caminar sola por las calles dijo «mi padre murió en la batalla... No tengo esposo, ni hermano, ni hijo. ¿Cómo voy a vivir si no puedo salir sola?».
Una trabajadora de campo de la ONG Terre des hommes fue testigo del impacto sobre la movilidad femenina en el orfanato estatal más grande de Kabul, Taskia Maskan. Después de que el personal femenino fue relevado de sus deberes, las aproximadamente 400 niñas que vivían en la institución fueron encerradas durante un año sin que se les permitiera salir para recreación.
Los decretos que afectaron la movilidad de las mujeres fueron:
- Prohibir a las mujeres andar en bicicleta o motocicleta, incluso con sus "mahrams".
- Las mujeres tenían prohibido viajar en un taxi sin un "mahram".
- Se introdujeron servicios de autobuses segregados para evitar que hombres y mujeres viajen en el mismo autobús.[11]

Las vidas de las mujeres rurales se vieron menos dramáticamente afectadas, ya que generalmente vivían y trabajaban en entornos familiares seguros. Un nivel relativo de libertad era necesario para que continuaran con sus tareas o labores. Si estas mujeres viajaran a un pueblo cercano, las mismas restricciones urbanas se habrían aplicado a ellas.

### Empleo
Los talibanes no estaban de acuerdo con los estatutos afganos anteriores que permitían el empleo de mujeres en un lugar de trabajo mixto. La afirmación era que esto era una violación de purdah y a la ley sharia. El 30 de septiembre de 1996, los talibanes decretaron que todas las mujeres deberían ser excluidas del empleo. Se estima que el 25% de los empleados del gobierno eran mujeres, y cuando se sumaron a las pérdidas en otros sectores, muchos miles de mujeres fueron despedidas de ellos. Esto tuvo un impacto devastador en los ingresos de los hogares, especialmente en los hogares vulnerables o viudas, algo común en Afganistán.
Otra pérdida fue para aquellos a quienes sirvieron las empleadas mujeres. La educación primaria, no solo de niñas, se cerró en Kabul, donde prácticamente todas las maestras de primaria eran mujeres. Miles de familias educadas huyeron de Kabul a Pakistán después de que los talibanes tomaran la ciudad en 1996. Entre los que permanecieron en Afganistán, hubo un aumento en la miseria de madres e hijos, ya que la pérdida de ingresos vitales redujo a muchas familias a la indigencia.
El líder supremo (hasta 2013), el talibán Mohammed Omar, aseguró a las funcionarias y maestras que seguirían recibiendo salarios de alrededor de cinco dólares por mes, aunque esta fue una propuesta a corto plazo. Un representante de los talibanes declaró: «El acto de los talibanes de dar salarios mensuales a 30 000 mujeres sin trabajo, que ahora se sientan cómodamente en casa, es un latigazo cervical para quienes difaman a los talibanes con referencia a los derechos de las mujeres. Estas personas a través de propaganda sin fundamento están tratando de incitar a las mujeres de Kabul contra los talibanes».
Los talibanes promovieron el uso de la familia extendida, o azaque, sistema de caridad para asegurar que las mujeres no necesiten trabajar. Sin embargo, años de conflictos internos y guerras significaron que familias nucleares a menudo luchaban para mantenerse a sí mismos y no tenían posibilidades de ayudar a familiares adicionales. Para la legislación, el beneficiario a menudo recaía en los hombres, como la ayuda alimentaria que tenía que ser recogida por un pariente masculino. Mullah Ghaus, el ministro de relaciones exteriores en funciones, descartó la posibilidad de que una mujer no tenga ningún pariente masculino vivo, quien dijo que estaba sorprendido por el grado de atención internacional y preocupación por un porcentaje tan pequeño de la población afgana. Para las mujeres rurales, en general, hubo pocos cambios en sus circunstancias, ya que sus vidas estaban dominadas por el trabajo doméstico o agrícola no remunerado necesario para la subsistencia.
Las mujeres profesionales de la salud estaban exentas de la prohibición de empleo, pero operaban en circunstancias muy complicadas. La terrible experiencia de llegar físicamente al puesto de trabajo debido al sistema de autobuses segregado y al acoso generalizado significó que algunas mujeres abandonaran sus trabajos por elección. De las que se quedaron, muchas vivían con miedo al régimen y optaron por residir en el hospital durante la semana laboral para minimizar la exposición a las fuerzas talibanes. Estas mujeres fueron vitales para garantizar la continuidad de los servicios ginecológicos, prenatales y de partería, ya sea en un nivel muy comprometido. Bajo el régimen de Burhanuddin Rabbani, había alrededor de 200 mujeres trabajando en el Hospital Mullalai de Kabul, pero apenas 50 permanecían bajo el régimen talibán. Las ONG que operaron en Afganistán después de la caída de los talibanes en 2001 encontraron que la escasez de profesionales de la salud femenina era un obstáculo significativo para su trabajo.
La otra excepción a la prohibición de empleo permitió que un número reducido de trabajadores humanitarios permaneciera en servicio. Los códigos de segregación de los talibanes significaban que las mujeres eran invaluables para obtener acceso a mujeres vulnerables o realizar investigaciones de divulgación. Esta excepción no fue sancionada por todo el movimiento talibán, por lo que los casos de participación femenina, o falta de ella, variaron con cada circunstancia. La ciudad de Herat se vio particularmente afectada por los ajustes de los talibanes al tratamiento de las mujeres, ya que había sido una de las zonas más cosmopolitas y vista desde el exterior de Afganistán antes de 1995. Anteriormente se había permitido a las mujeres trabajar en una gama limitada de trabajos, pero esto fue detenido por las autoridades talibanes. El nuevo gobernador de Herat, Mullah Razzaq, ordenó que se prohibiera a las mujeres siquiera pasar por su oficina, por temor a su naturaleza distractora.

### Educación
Los talibanes afirmaron reconocer su deber islámico de ofrecer educación a niños y niñas, sin embargo, se aprobó un decreto que prohibía a las niñas mayores de ocho años recibirla. Maulvi Kalamadin insistió en que era solo una suspensión temporal y que las mujeres regresarían a la escuela y al trabajo una vez que las instalaciones y la seguridad de la calle se adaptaran para evitar el contacto entre los géneros. Los talibanes deseaban tener el control total de Afganistán antes de recurrir a un cuerpo (ulema) para determinar el contenido de un nuevo plan de estudios para reemplazar la inaceptable versión muyahidín.
La prohibición del empleo femenino se sintió mucho en el sistema educativo. Solo en Kabul, esto afectó a 106 256 niñas, 148 223 estudiantes varones y 8000 estudiantes universitarias.  7793 maestras fueron despedidas, una medida que paralizó la provisión de educación y provocó el cierre de 63 escuelas debido a la repentina falta de educadores. Algunas mujeres continuaron dirigiendo escuelas clandestinas dentro de sus hogares para niñas de sus localidades, o para otras mujeres bajo el disfraz de clases de costura, como la Aguja Dorada (del inglés Golden Needle Sewing School). Los alumnos, los padres y los educadores eran conscientes de las consecuencias si los talibanes descubrían sus actividades, pero para aquellos que se sintieron atrapados bajo la estricta regla talibán, tales acciones les permitieron un sentido de autodeterminación y esperanza.

### Gobierno
El 17 de agosto de 2021, poco después de la Caída de Kabul, un alto miembro de la comisión cultural talibán, Enamullah Samangani, pidió a las mujeres que se unieran al gobierno Por el contrario, a principios de septiembre, los talibanes dijeron que a las mujeres no se les permitiría "trabajar en puestos de alto rango" en el gobierno y "descartó" a las mujeres en el gabinete. El Gabinete interino anunciado por los talibanes el 7 de septiembre estaba formado solo por hombres

### Cuidado de la salud
Antes de que los talibanes tomaran el poder en Afganistán (1996), a los médicos varones se les permitía tratar a las mujeres en los hospitales, pero pronto se introdujo el decreto de que no se permitía que ningún médico varón toque el cuerpo de una mujer con el pretexto de una consulta. Con un menor número de profesionales de la salud disponibles para las mujeres, las distancias que muchas tenían que recorrer para tener atención aumentaron, mientras que el número de clínicas prenatales disminuyó sustancialmente.
En Kabul, algunas mujeres establecieron clínicas informales en sus hogares para atender a familiares y vecinos, pero como los suministros médicos eran difíciles de obtener, su efectividad era limitada. Muchas mujeres padecieron sufrimiento prolongado o una muerte prematura debido a la falta de tratamiento. Para aquellas familias que tenían los medios y el apoyo de un mahram, se podía dar el lujo de buscar atención médica en Pakistán.
En octubre de 1996, a las mujeres se les prohibió el acceso a los baños públicos tradicionales (hammam), ya que las oportunidades para socializar se consideraron poco islámicas. Estos baños eran una instalación importante en una nación donde pocos poseían agua corriente, dio lugar a que la ONU predijera un aumento de sarna e infecciones vaginales entre las mujeres a quienes se les negaron los métodos de higiene y el acceso a la atención médica. Nasrine Gross, un autor estadounidense afgano, afirmó en 2001 que habían sido cinco años desde que muchas mujeres afganas tenían que estar disponibles para rezarles a su Dios de manera que el «Islam prohibía que las mujeres rezasen sin darse un baño antes de sus períodos». En junio de 1998, los talibanes prohibieron a las mujeres asistir a hospitales generales en la capital, mientras que antes habían podido asistir a una sala de hospitales generales solo para mujeres. Esto dejó solo un hospital en Kabul en el que podían buscar tratamiento.

### Encierro forzado
La armonía familiar se vio gravemente afectada por el estrés mental, el aislamiento y depresión que a menudo acompañaban el encierro forzado de mujeres. Una encuesta de 160 mujeres concluyó que el 97% mostraba signos de depresión grave y el 71% informó una disminución en su bienestar físico. Latifa, residente y autor de Kabul, escribió:
El apartamento se asemeja a una prisión o un hospital. El silencio pesa mucho sobre todas nosotras. Como ninguna de nosotras hace mucho, no tenemos mucho que contarnos. Incapaces de compartir nuestras emociones, nos encerramos en nuestro propios miedos y angustias. Como todas están en el mismo pozo negro, no tiene mucho sentido repetir una y otra vez que no podemos ver claramente.
Los talibanes cerraron en todo el país los salón de belleza. Se prohibieron los cosméticos como esmalte de uñas y maquillaje.
Las restricciones talibanes a la presencia cultural de las mujeres cubrieron varias áreas. Se prohibió a las mujeres reír a carcajadas ya que se consideraba inapropiado que un extraño escuchara la voz de una mujer. Se prohibió a las mujeres participar en deportes o ingresar a un club deportivo. La Asociación Revolucionaria de las Mujeres de Afganistán se ocupó específicamente de estos temas. Fue fundada por Meena Keshwar Kamal, una mujer que, entre otras cosas, estableció una revista bilingüe llamada Mensaje de las mujeres en 1981. Kamal fue asesinada en 1987 a la edad de 30 años. Hoy es venerada como una heroína entre las mujeres afganas.

## Castigos
Los castigos a menudo se llevaban a cabo públicamente, ya sea como espectáculos formales en estadios deportivos o plazas de la ciudad o como golpes espontáneos en la calle. Los civiles vivían con miedo a las severas sanciones, ya que había poca misericordia. Las mujeres sorprendidas violando los decretos humanos muy habitualmente eran tratadas con extrema violencia. Como por ejemplos:

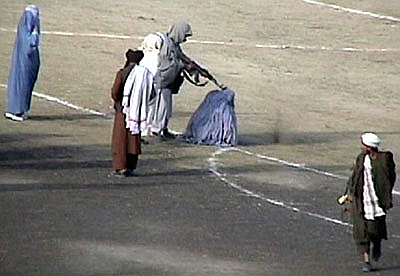
Ejecución pública de una mujer, conocida como Zarmeena, por los talibanes en el Estadio Deportivo Ghazi, Kabul, 16 de noviembre de 1999. La madre de siete hijos había sido declarada culpable de matar a su esposo mientras él dormía, luego de haber sido golpeada por él.

- En octubre de 1996, a una mujer le cortaron la punta del pulgar por usar esmalte de uñas.[10]
- En diciembre de 1996, Radio Shari anunció que 225 mujeres de Kabul habían sido secuestradas y castigadas por violar el código de vestimenta de la Sharia. La sentencia fue dictada por un tribunal y las mujeres fueron azotadas en sus piernas y espalda por su delito menor.[35]
- En mayo de 1997, cinco miembros de la policía religiosa obligaron a cinco empleadas de la ONG CARE Internacional que contaban con autorización del Ministerio del Interior a realizar investigaciones para un programa de alimentación de emergencia, fueron obligadas a descender del auto y los guardias utilizaron un sistema de megafonía para insultar y hostigar a las mujeres antes de golpearlas con un látigo de metal y cuero de más de 1,5 metros de largo.[1]
- En 1999, una madre de siete hijos fue ejecutada frente a 30.000 espectadores en el estadio deportivo Ghazi de Kabul por asesinar a su esposo (ver a la derecha). Fue encarcelada durante tres años y extensamente torturada antes de la ejecución, pero se negó a declarar su inocencia en un intento por proteger a su hija.[36]
- Cuando una redada talibán descubrió a una mujer que dirigía una escuela informal en su departamento, golpearon a los niños y la arrojaron por un tramo de escaleras (rompiéndose la pierna) y luego la encarcelaron. Amenazaron con apedrear públicamente a su familia si ella se negaba a firmar una declaración de lealtad a los talibanes y sus leyes.[14]
- Una niña afgana llamada Bibi Aisha fue prometida a una nueva familia a través de un método tribal para resolver disputas conocido como baad. Cuando ella huyó de la violencia que las niñas a menudo sufren bajo este método, su nueva familia la encontró, y un comandante talibán ordenó que la castigaran como ejemplo, «para que otras chicas de la aldea [no] intenten hacer lo mismo».[37] Le cortaron las orejas y la nariz y la dejaron, supuestamente muerta en las montañas, pero logró sobrevivir.[37]
- Las mujeres trabajadoras estaban obligadas a abandonar sus trabajos. El incumplimiento de las amenazas de los talibanes provocó que las mujeres sean asesinadas a tiros, como en el caso de Hossai de 22 años en julio de 2010.[38]
- En 2013, la autora india Sushmita Banerjee fue asesinada a tiros por militantes talibanes por supuestamente desafiar los dictados talibanes. Estaba casada con un empresario afgano y se había mudado recientemente a Afganistán. Anteriormente, ella había escapado en dos oportunidades de la ejecución por parte de los talibanes en 1995 y pudo huir a la India. Su libro basado en su escape de los talibanes también fue filmado en una película india.[39]

Muchos castigos fueron ejecutados por milicias individuales sin la sanción o juicio de las autoridades talibanes, ya que iba en contra de la política oficial de los talibanes de castigar a las mujeres en las calles. Se usó una línea más oficial al castigo de los hombres por casos de mala conducta femenina: un reflejo de una sociedad patriarcal y la creencia de que los hombres tienen el deber y obligación de "controlar" a las mujeres. Maulvi Kalamadin declaró en 1997: «Dado que no podemos castigar directamente a las mujeres, tratamos de utilizar a los taxistas y comerciantes como un medio para presionarlas» para que se conformen. Aquí hay ejemplos del castigo de los hombres:
- Si un taxista recogía a una mujer con la cara descubierta o no acompañada por un mahram, entonces enfrentaba una sentencia de cárcel y el esposo sería castigado.
- Si atraparan a una mujer lavando ropa en un río, las autoridades islámicas la llevarían a su casa donde su esposo o mahram sería severamente castigado.
- Si se encontrara un sastre tomando medidas femeninas, el sastre enfrentaría encarcelamiento.[1]

## Respuesta internacional
Las protestas de las agencias internacionales tuvieron poco peso con las autoridades talibanes, que dieron prioridad a su interpretación de la ley islámica y no se sintieron obligados por los códigos de las Naciones Unidas o las leyes de derechos humanos, legislación que consideraban instrumentos del imperialismo occidental. Después de la toma del poder por parte de los talibanes de Herat en 1995, la ONU esperaba que las políticas de género se volvieran más "moderadas" "a medida que madurara de un levantamiento popular en un gobierno responsable con vínculos con la comunidad de donantes". Los talibanes se negaron a inclinarse ante la presión internacional y reaccionaron con calma a las suspensiones de ayuda.
- En noviembre de 1995, UNICEF suspendió toda ayuda a la educación en regiones bajo control talibán, ya que argumentaron que la prohibición de mezclar hombres y mujeres en la educación era una violación de la Convención sobre los Derechos del Niño. A raíz de la Conferencia Mundial sobre la Mujer de 1995, (esta acción se movió para consolidar el papel de UNICEF como agencia líder en asuntos relacionados con mujeres y niños).[10]
- En 1996, la ONG Save the Children también retiró el apoyo, ya que la comunicación con las mujeres, las principales cuidadoras de los niños, era más difícil.[10]
- Secretario General de la ONU Boutros Boutros Ghali expresó su preocupación con respecto a la situación de las mujeres afganas.[40]
- En 1999, la Secretaria de Estado de los Estados Unidos Madeleine Albright declaró públicamente "Estamos hablando en nombre de las mujeres y niñas de Afganistán, que han sido víctimas ... es criminal y cada una de nosotras tenemos la responsabilidad de detenerlo".[41]

En enero de 2006, una conferencia en Londres sobre Afganistán condujo a la creación de un  Pacto de Afganistán, que incluía puntos de referencia para el tratamiento de las mujeres. El Pacto incluye el siguiente punto: "Género: para fines de 1389 (año del calendario persa correspondiente a 20 de marzo de 2011): el Plan de Acción Nacional para la Mujer en Afganistán se aplicará plenamente; y, de acuerdo con los Objetivos de Desarrollo del Milenio de Afganistán, la participación femenina en todas las instituciones de gobernanza afganas, incluyendo los órganos elegidos y nombrados y el servicio civil se fortalecerán". Sin embargo, un informe de Amnistía Internacional del 11 de junio de 2008 declaró que fueron "más promesas vacías" con respecto a Afganistán, citando el tratamiento de las mujeres como uno de esos objetivos incumplidos.

## Situación actual tras reconquista del poder en el 2021
Inmediatamente después de la ofensiva talibán de 2021, todas las universidades del país se segregaron por sexo. La última vez que los talibanes estuvieron en el poder, a las niñas y mujeres se les prohibió recibir educación. Durante la ofensiva de agosto, los talibanes aconsejaron a las mujeres que se quedaran en casa porque sus soldados no estaban capacitados para respetar a las mujeres.
En marzo de 2022, los talibanes revirtieron abruptamente los planes para permitir que las niñas reanudaran la educación secundaria (definida como séptimo grado en adelante en Afganistán). Con la excepción de la cohorte actual de estudiantes universitarios, esta decisión deja la graduación de sexto grado como el nivel educativo más alto posible para las mujeres afganas. Las escuelas secundarias para niños reabrieron según lo previsto.
En mayo de 2022, el Ministerio para la Propagación de la Virtud y la Prevención del Vicio publicó un decreto que obliga a todas las mujeres de Afganistán a cubrirse todo el cuerpo cuando estén en público (ya sea un burka o una abaya combinada con un niqab, que deja solo los ojos descubiertos). El decreto decía que se tomarían medidas de cumplimiento, incluidas multas, tiempo en prisión o despido en caso de puestos públicos, en contra los "tutores" masculinos que no se aseguran de que sus parientes cumplan con la ley. Los grupos de derechos, incluida la Misión de las Naciones Unidas en Afganistán, criticaron duramente la decisión. Se espera que la decisión afecte negativamente las posibilidades de reconocimiento internacional del Emirato Islámico.
En diciembre de 2022, el ministro de Educación Superior emitió un decreto que prohíbe a las mujeres asistir a la universidad argumentando que en las universidades enseñan temas que violan los principios del islam. También el gobierno talibán prohibió el trabajo de las mujeres con organizaciones no gubernamentales; Save the Children, el Consejo Noruego para Refugiados y CARE suspendieron sus actividades en el país tras la prohibición.
En marzo de 2024, el líder supremo de los talibanes, Haibatulá Ajundzadá, anunció que el grupo restablecería la azotes y la muerte por lapidación para las mujeres, diciendo que "el trabajo de los talibanes no terminó con la toma de control de Kabul, apenas ha comenzado."

## Talibán paquistaní
Varios grupos talibanes han existido en Pakistán desde alrededor de 2002. La mayoría de estas facciones talibanes se han unido a una organización paraguas llamada Tehrik e Talibán Pakistán. Aunque los talibanes pakistaníes son distintos de los talibanes afganos, tienen una perspectiva similar hacia las mujeres. Los talibanes paquistaníes también han asesinado a mujeres acusándolas de comportamiento no islámico y se han casado por la fuerza con niñas después de haberlas azotado públicamente por relaciones ilícitas.

## Otras lecturas
- Rashid, Ahmed (2000). Taliban (1st Pan edición). New Haven: Yale University Press. ISBN 0-300-08340-8.
- The Plight of the Afghan Woman
- Revolutionary Association of the Women of Afghanistan (RAWA)
- «Student flees Taliban in 'Pakistan's Switzerland' - CNN.com». 3 de febrero de 2009. Consultado el 3 de febrero de 2009.
- War of Ideals: A woman, a school and a tragically complex relationship.
- Sunita Mehta (2002). Women for Afghan Women: Shattering myths and claiming the future. New York: Palgrave Macmillan. ISBN 1403960178
- Rosemarie Skaine (2001). The Women of Afghanistan under the Taliban. USA: MacFarland & Company, Inc. ISBN 0786410906
- Physicians for Human Rights (1998). «The Taliban's War on Women: A health and human rights crisis in Afghanistan» (PDF). Archivado desde el original el 14 de junio de 2007. Consultado el 2 de noviembre de 2009. ISBN 1-879707-25-X
- Atwood, Margaret (1985). Handmaid's Tale Publisher: Anchor

- Datos: Q1451867